# Richard-Hartmann-Halle

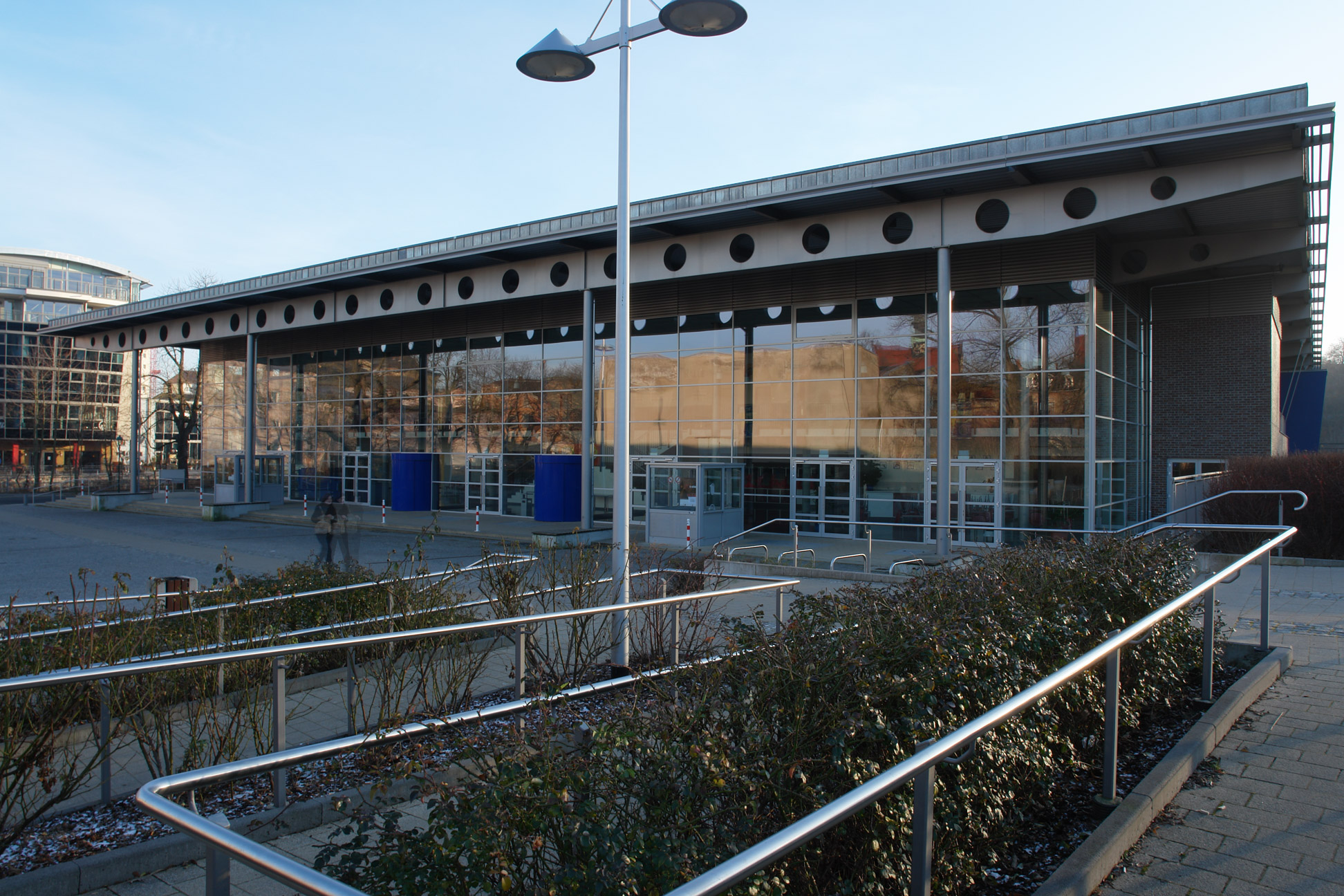
Richard-Hartmann-Halle (Dezember 2007)

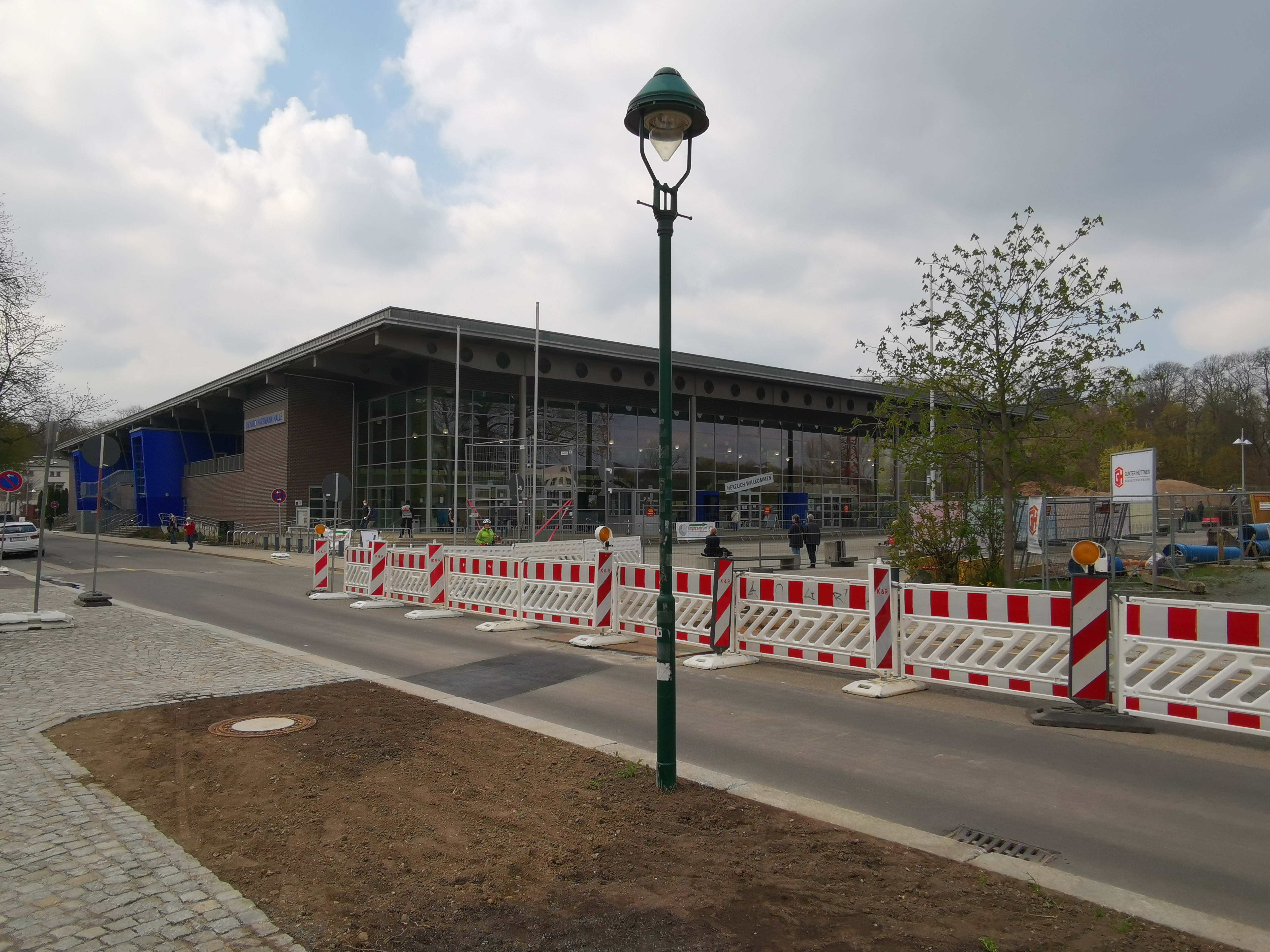
Die Halle im Jahr 2021 genutzt als Impfzentrum

Die Richard-Hartmann-Halle ist eine Vier-Felder-Sporthalle in der sächsischen Stadt Chemnitz. Sie entstand nach den Plänen des Architekturbüros Prof. Bremmer · Lorenz · Frielinghaus und befindet sich gegenüber der Chemnitzer Markthalle an der Fabrikstraße. Ihr Name erinnert an den Chemnitzer Maschinenfabrikanten Richard Hartmann, dessen Lokomotivfabrik sich auf dem Gelände der Halle befand. Die im Juli 2002 eingeweihte Sporthalle bietet auf einer Grundfläche von 5250 m² Platz für verschiedene Sportarten und Wettkämpfe. Da die Halle über zwei Ebenen verfügt, ergibt sich eine Gesamtfläche von 8111 m². Sie bietet insgesamt 2000 Sitzplätze, davon 900 auf den Ausfahrtribünen und bis zu 1146 Stehplätze.
Die Halle wird von Sportvereinen und für den Schulsport genutzt. Der Basketballverein Niners Chemnitz spielte ab 2002 in der Halle und zog zur Saison 2019/20 in die größere Chemnitz Arena mit 5200 Plätzen Fassungsvermögen um.

## Daten
- Grundfläche: 5250 m²
- Vollgeschosse: 2
- Bruttogeschossfläche: 8111 m²

Funktionsbereiche:
- Vierfeld-Sporthalle 60 m × 32 m
- in vier einzelne Spielfelder teilbar
- Konditions- / Kraftraum
- Fitnessraum
- Gymnastikraum
- Cateringbereich

geeignet u. a. für:
- Badminton
- Basketball
- Boxen
- Floorball
- Fußball
- Handball
- Kunstturnen
- Volleyball